# Liste der brasilianischen Botschafter in Äthiopien
Die brasilianische Botschaft befindet sich in Bole, Haus 2830 Addis Abeba.
| Ernannt/Akkreditiert | Name                       | Bemerkungen      | ernannt von               | akkreditiert bei    | Posten verlassen |
| -------------------- | -------------------------- | ---------------- | ------------------------- | ------------------- | ---------------- |
| 30. Jan. 1968        | João Gracie Lampreia       |                  | Artur da Costa e Silva    | Haile Selassie      | 14. Jan. 1971    |
| 1968                 | Ney Moraes de Mello Mattos | Geschäftsträger  | Artur da Costa e Silva    | Haile Selassie      | 1971             |
| 1995                 | Mário Augusto Santos       | Amtssitz Nairobi | Fernando Henrique Cardoso | Negasso Gidada      | 1998             |
| 20. Juni 2005        | Renato Xavier              | [ 1 ]            | Luiz Inácio Lula da Silva | Girma Wolde-Giorgis | 15. Okt. 2009    |
| 15. Okt. 2009        | Isabel Azevedo Heyvart     |                  | Luiz Inácio Lula da Silva | Girma Wolde-Giorgis |                  |